# Blastocladia bonaerensis
Blastocladia bonaerensis är en svampart som beskrevs av Steciow & Marano 2006. Blastocladia bonaerensis ingår i släktet Blastocladia och familjen Blastocladiaceae.   Inga underarter finns listade i Catalogue of Life.